# Stygophalangium karamani
Stygophalangium karamani és una espècie d'aràcnid. Encara quan la seva classificació és incerta, de vegades és classificat com un opilió de l'infraordre Eupnoi i de la superfamília Phalangioidea, però probablement és una espècie d'àcar. El nom del gènere prové de la combinació d'Estix, un riu de la mitologia grega i el gènere d'opilions Phalangium. L'espècie va ser anomenada per Stanko Karaman qui recolli l'espècimen descrit.